# Miagrammopes singaporensis
Miagrammopes singaporensis es una especie de araña araneomorfa del género Miagrammopes, familia Uloboridae. Fue descrita científicamente por Kulczynski en 1908.
Habita en Singapur.